# Moghane Hillfort

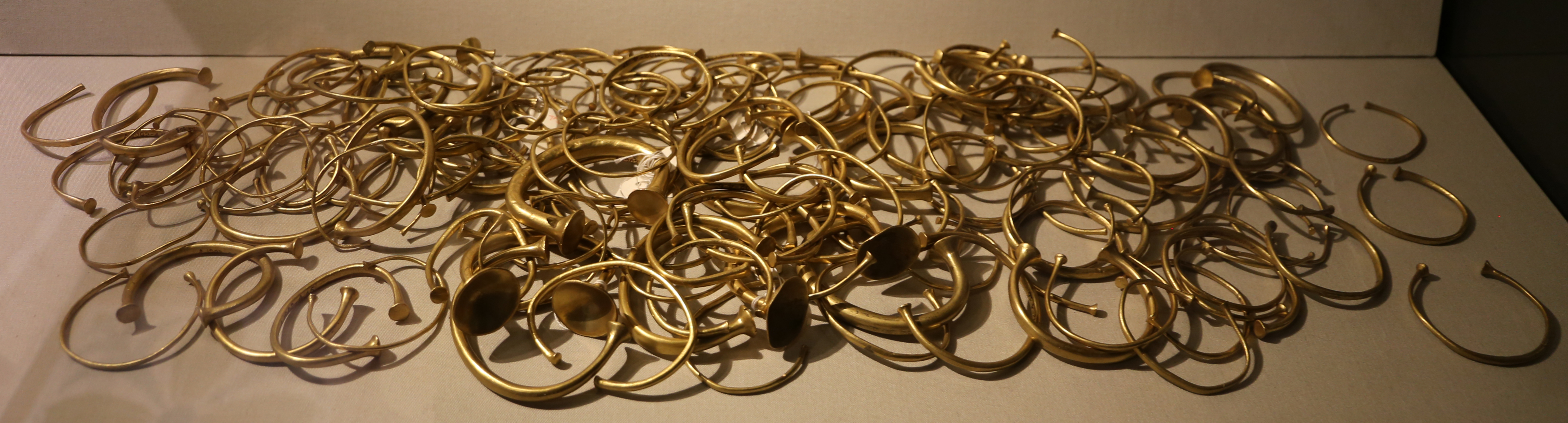
Der Moghane-Hort

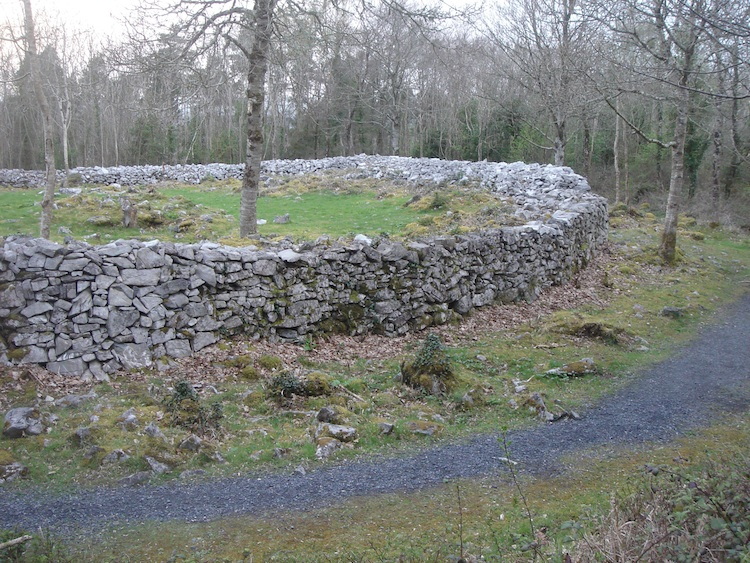
Das Dun in der mittleren Mauer

Koordinaten: 52° 46′ 38″ N, 8° 53′ 11″ W

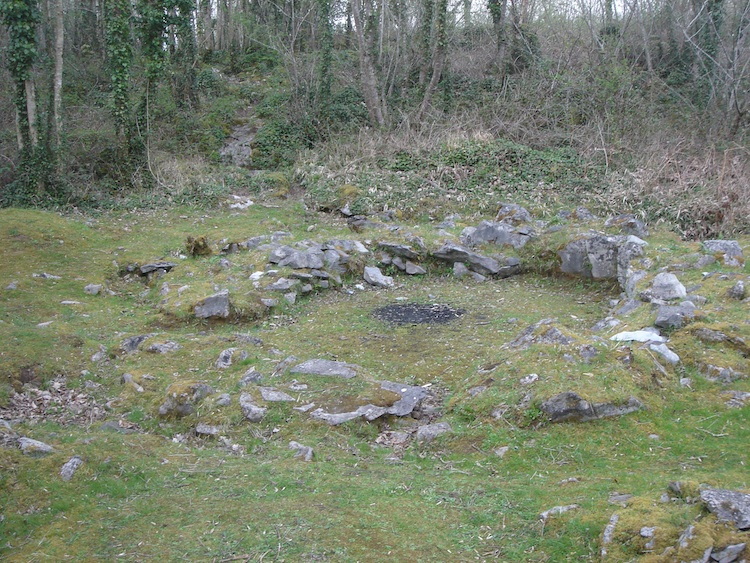
Fundament einer Rundhütte

Moghane Hillfort (auch Mooghaun, irisch An Múchán) im County Clare ist die größte bronzezeitliche (1260–930 v. Chr.) Hügelbefestigung in Irland. Moghane befindet sich etwa. 1,5 km nordöstlich von Newmarket-on-Fergus. Von der Aussichtsplattform auf dem Gipfel hat man einen weiten Blick über das Ästuar des Fergus.
Barry Raftery (1944–2010) untersuchte 40 ein- und mehrfach umwallte Anlagen auf der Insel (bekannt sind etwa 80) und teilte die Hillforts in drei Klassen ein:
- Class 1: Einfach umwallte Anlagen aus Erde oder Stein mit oder ohne Graben.
- Class 2: Anlagen mit großräumiger, mehrfacher Umwallung auf Hügeln oder Klippen.
- Class 3: Inland Promontory Forts

Moghane, ein Hillfort der Class 2, umfasst mehrere Hektar und unterscheidet sich von der Größe her von den anderen Hillforts in Irland. Ein äußerer und konzentrisch angeordnete innere Wälle liegen um eine 79 m hohe Hügelkuppe. Die Wälle sind zwar stellenweise 12 m breit, aber stark abgerundet und erreichen Höhen von weniger als drei Metern. Der äußere Wall (im Luftbild nicht erkennbar) ist etwa 1,5 km lang, umspannt etwa 27 ha und durchschneidet ein steinernes Ringfort, wie es in Clare allenthalben vorkommt. Ein weiteres Dun befindet sich unterhalb der Einhegung an der Hügelflanke. Diese Strukturen sind ggf. erst zu einem späteren Zeitpunkt integriert worden.

## Der Goldfund
Moghane gilt heute nicht zuletzt wegen des in der Nähe gemachten Goldfundes (engl. Great Clare Gold Find) als einer der bekanntesten prähistorischen Plätze des Landes. 1854 wurde beim Bau der Eisenbahntrasse von Limerick nach Ennis ein Hort mit aufwendig verzierten Goldobjekten entdeckt. Er trug dazu bei, dass die Periode zwischen der älteren und jüngeren Bronzezeit in Irland auch als „Goldzeit“ bezeichnet wird. Der Antiquar Thomas J. Westropp, beschreibt die Entdeckung als „eine der großartigsten der irischen Archäologie“. Aus der chemischen Analyse ergab sich, dass das Material vieler der frühen Goldfunde aus einem Bereich um Croagh Patrick im County Mayo kam.